# Vorstengraf (Hegelsom)
Het Vorstengraf bij Hegelsom is een grafheuvel uit de Nederlandse ijzertijd. De heuvel had een diameter van 19 meter, de oorspronkelijke hoogte is onbekend.
Het vorstengraf werd in 1979 ontdekt door een tuinder aan de Reysenbeckstraat. De grafheuvel bevatte een urn met crematieresten en een opgerold ijzeren zwaard (wat 90 centimeter lang was). De grafheuvel is rond 700 v.Chr. opgeworpen. Door de grootte van het graf en de bijgiften is duidelijk dat de overledene een bijzondere positie bekleedde.
De urn is nu te zien in de Oudheidkamer in Horst.

## Vergelijkbare vondsten
Er zijn meerdere vorstengraven in Nederland en België, bijvoorbeeld het vorstengraf van Oss, het vorstengraf van De Hamert en het vorstengraf bij Eigenbilzen. Ook in andere landen zijn vorstengraven gevonden, bijvoorbeeld het vorstengraf Sonnenbuehl bij Uetliberg in Zwitserland en het vorstengraf van Hochdorf in Duitsland.